# 台湾琴柱草
台湾琴柱草（学名：Salvia nipponica var. formosana）为唇形科鼠尾草属琴柱草的变种，是台灣的特有植物。分布在台灣本島，目前已由人工引种栽培。